# Guillem Gonyalons
Guillem Gonyalons (Alaior, Menorca, 1642 – Barcelona, 1708) fou un eclesiàstic austriacista.
Professà al Convent de Sant Agustí Vell de Barcelona (1658). Fou qualificador del Sant Ofici i examinador del bisbat de Barcelona i fou provincial del seu orde (1687). Bisbe de Solsona (1699-1708), fou l'únic bisbe del Principat que simpatitzà de bon principi amb la causa del rei arxiduc Carles III, al qual reté homenatge. Va ser ell qui el coronà rei el novembre de 1705 a Barcelona. Fou membre de la junta d'eclesiàstics de Carles III fins a la cort de 1705-06, en què actuà d'habilitador del braç eclesiàstic.
És considerat fill Il·lustre d´Alaior i existeix un retrat a l'oli al saló de plens de l'Ajuntament d´Alaior en memòria seva, creat devers l'any 1700.